# Tuba (Vorname)
Tuba oder Tuğba (Aussprache Tuba) ist ein weiblicher Vorname.

## Herkunft und Bedeutung
Tuba ist ein türkischer und persischer Name arabischer Herkunft und bedeutet Künstlerin, Schöpferin. Tuba bezeichnet ebenfalls einen Baum im Paradies, der nie verblüht und Leben spendet.

## Varianten
- Tuğba
- Tubah

## Namensträgerinnen

### Vorname
- Tuba Bozkurt (* 1983), deutsche Politikerin (Bündnis 90/Die Grünen)
- Tuba Büyüküstün (* 1982), türkische Schauspielerin
- Tuğba Danışmaz (* 1999), türkische Weit- und Dreispringerin
- Tuğba Ekinci (* 1977), türkische Popsängerin
- Tuğba Güvenç (* 1994), türkische Mittelstrecken- und Hindernisläuferin
- Tuğba Karaca (* 1979), türkische Schauspielerin und Model
- Tuba Önal (* 1974), türkische Popsängerin
- Tuğba Özerk (* 1980), türkische Popmusikerin
- Tuba S. (* 1981), deutsche Serienmörderin
- Tuğba Sunguroğlu (* 1999), türkische Schauspielerin
- Tuğba Tekkal (* 1985), deutsche Fußballspielerin
- Tuğba Toptaş (* 2000), türkische Leichtathletin
- Tuğba Melis Türk (* 1990), türkische Schauspielerin und Model
- Tuba Ünsal (* 1981), türkische Schauspielerin und Model
- Tuğba Yurt (* 1987), türkische Popmusikerin

### Künstlername
- Ahu Tuğba (* 1955), türkische Schauspielerin